# Большая Саранная
Большая Саранная — река на полуострове Камчатка в России.
Длина реки — 24 км. Площадь водосборного бассейна — 105 км². Протекает по территории Елизовского района Камчатского края.
Берёт исток севернее Ключевской Сопки, протекает в широтном направлении, впадает в Тихий океан через озеро Большое Саранное.

## Данные водного реестра
По данным государственного водного реестра России относится к Анадыро-Колымскому бассейновому округу.
Код объекта в государственном водном реестре — 19070000212120000023404.